# Le Noyer (Altos-Alpes)
Le Noyer é uma comuna francesa na região administrativa da Provença-Alpes-Costa Azul, no departamento de Altos-Alpes. Estende-se por uma área de 21,5 km². Em 2010 a comuna tinha 299 habitantes (densidade: 13,9 hab./km²).